# Vol Tianjin Airlines 7554
Le 29 juin 2012, un Embraer 190 effectuant le vol Tianjin Airlines 7554, un vol intérieur régulier entre Hotan et Ürümqi, dans la région autonome chinoise du Xinjiang, décolle de l'aéroport Hetian Kungang (en) de Hotan à 12h25 lorsque, moins de dix minutes après le décollage, six hommes d'origine ouïghours ont annoncé leur intention de détourner l'avion. En réponse, les passagers et membres de l'équipage en cabine ont résisté et ont réussi à maîtriser les pirates de l'air, armés de barres en aluminium et d'explosifs.
L'avion a fait demi-tour et a atterri à 12h45 à Hotan, où 11 passagers et membres d'équipage ainsi que deux pirates de l'air ont été soignés pour leurs blessures. Deux pirates de l'air sont morts des suites de leurs blessures. Le gouvernement du Xinjiang a qualifié cet incident d'acte de terrorisme. L'Administration de l'aviation civile de Chine (CAAC) a examiné les mesures de sécurité en vigueur à l'aéroport de Hotan, et la sécurité a été renforcée dans les aéroports du Xinjiang. 
Il s'agit de la première tentative de détournement aérien en Chine depuis celui du vol Xiamen Airlines 8301 en 1990, et du premier détournement ou tentative de détournement d'un avion de ligne depuis les attentats du 11 septembre 2001.